# トラスキー
株式会社トラスキーは、中古トラックを商材とした販売・買取を行う日本の企業。業販形式による中古トラック販売がメインビジネスとなっている。
本社は、東京都江戸川区にある。車両ヤードが千葉に集中しているため、主業務は千葉支店となっている。
2トントラック販売は、神奈川支店となっている。

## 事業
- 中古トラック販売 - 自社ホームページによる集客を中心とした中古トラック販売
- トラック買取事業 - 自社ホームページによる集客を中心とした中古トラック買取
- 損害保険代理業
- レッカー業務

## 事業所
- 本社 - 東京都江戸川区一之江7-11-14
- 千葉展示場 - 千葉県佐倉市大作2-12-2
- 神奈川展示場 - 神奈川県座間市ひばりが丘4-24-12

保管場所
1. 第1モータープール （千葉県佐倉市直弥） 2800坪
2. 第2モータープール （千葉県佐倉市宮本） 700坪
3. 第3モータープール （千葉県佐倉市岩富町） 850坪
4. 第4モータープール （千葉県八街市） 740坪
5. 第5モータープール （千葉県佐倉市岩富町） 645坪
6. 第6モータープール （千葉県佐倉市天辺） 1500坪
7. 海老名保管場 （神奈川県海老名市） 600坪
8. 東原保管場 （神奈川県座間市） 300坪

## グループ会社
- 栗山自動車工業株式会社

## 免許・許認可
- 【古物】 東京都公安委員会 第307790808899号